# Punta della Melazza
Punta della Melazza è un rilievo dei monti Lepini, nel Lazio, nella provincia di Roma, nel comune di Segni.